# Olympische Winterspiele 1948
| Medaillenspiegel               | Medaillenspiegel   | Medaillenspiegel | Medaillenspiegel | Medaillenspiegel | Medaillenspiegel |
| Platz                          | Land               | G                | S                | B                | Ges.             |
| ------------------------------ | ------------------ | ---------------- | ---------------- | ---------------- | ---------------- |
| 1                              | Norwegen           | 4                | 3                | 3                | 10               |
| 1                              | Schweden           | 4                | 3                | 3                | 10               |
| 3                              | Schweiz            | 3                | 4                | 3                | 10               |
| 4                              | Vereinigte Staaten | 3                | 4                | 2                | 9                |
| 5                              | Frankreich         | 2                | 1                | 2                | 5                |
| 6                              | Kanada             | 2                | –                | 1                | 3                |
| 7                              | Österreich         | 1                | 3                | 4                | 8                |
| 8                              | Finnland           | 1                | 3                | 2                | 6                |
| 9                              | Belgien            | 1                | 1                | –                | 2                |
| 10                             | Italien            | 1                | –                | –                | 1                |
| Vollständiger Medaillenspiegel |                    |                  |                  |                  |                  |

Die Olympischen Winterspiele 1948 (auch V. Olympische Winterspiele genannt) wurden vom 30. Januar bis 8. Februar 1948 in St. Moritz in der Schweiz ausgetragen. Den Spielen ging wegen des Zweiten Weltkriegs eine zwölfjährige Phase ohne Olympische Winterspiele voraus. St. Moritz war nach den Spielen von 1928 zum zweiten Mal Gastgeber Olympischer Winterspiele.
Die Ausweitung auf sechs olympische Alpinwettbewerbe rückte den alpinen Skisport in den Mittelpunkt. Der Franzose Henri Oreiller wurde mit zweimal Gold in der Abfahrt und in der Kombination und Bronze im Slalom der erfolgreichste Teilnehmer. Ebenfalls zweifacher Olympiasieger wurde der Schwede Martin Lundström. Seine Mannschaft holte im Langlauf sechs von sieben möglichen Medaillen.
Zu einem Eklat kam es im olympischen Eishockeyturnier. Zwei zerstrittene US-amerikanische Verbände hatten je ein Team entsandt. Der Internationale Eishockeyverband als Ausrichter ließ gegen den Willen des IOC eine Mannschaft teilnehmen, die jedoch am Schluss disqualifiziert und aus dem Klassement gestrichen wurde.
Bei den ersten Nachkriegsspielen waren Deutschland und Japan von der Teilnahme ausgeschlossen, das besetzte Nachkriegsösterreich zwar generell zugelassen, jedoch mussten alle Österreicher, egal ob Sportler oder andere Personen, individuelle Einreisegenehmigungen beantragen, die dem Skispringer Josef Bradl versagt wurde  – s. u. Abschnitt Teilnehmer. Die Sowjetunion verzichtete erneut auf eine Teilnahme, trat erstmals 1952 an.

## Vorgeschichte
Die V. Olympischen Winterspiele sollten 1940 in Sapporo stattfinden. Japan musste aber aufgrund des Zweiten Japanisch-Chinesischen Krieges die Spiele am 16. Juli 1938 an das IOC zurückgeben. Am 3. September 1938 wurden die Spiele vom IOC an St. Moritz weitergereicht. Zu dieser Zeit gab es zwischen dem IOC und dem Internationalen Skiverband (FIS) einen Streit um die Zulassung der Skilehrer, die in den Augen des IOC Berufssportler waren. Schließlich beschloss das IOC, die Skiwettkämpfe aus dem olympischen Programm zu streichen und lediglich Demonstrationswettbewerbe durchzuführen. Aus Protest gegen diesen Beschluss entschied die FIS Ende 1938 in Helsinki, die Demonstrationswettbewerbe in den Skidisziplinen zu verhindern. Im Frühjahr 1939 musste IOC-Präsident Henri de Baillet-Latour denn auch feststellen, dass für die Skidemonstrationen keinerlei Vorbereitungen getroffen worden waren, und setzte dem Schweizerischen Olympischen Comité (SOC) ein Ultimatum. Als es die gesetzte Frist ohne Reaktion verstreichen ließ, wurden St. Moritz am 9. Juni 1939 die Spiele entzogen und erneut an Garmisch-Partenkirchen vergeben, wo noch sämtliche Wettkampfstätten der Olympischen Winterspiele 1936 bereitstanden. Nachdem drei Monate später der Zweite Weltkrieg begonnen hatte, wurden die Olympischen Winterspiele 1940 definitiv abgesagt.
Ebenfalls am 9. Juni 1939 wurden die Olympischen Winterspiele 1944 als ursprünglich geplante VI. Olympische Winterspiele an Cortina d’Ampezzo vergeben, das sich gegen Montreal und Oslo durchgesetzt hatte. Obwohl die Internationalen Sportverbände in der Kriegszeit kaum handlungsfähig waren, veranstaltete man in Cortina d’Ampezzo vom 2. bis 8. Februar 1941 die Skiweltmeisterschaften. Die FIS wurde vom schwedischen Vizepräsidenten Carl Gustaf Hamilton vertreten, da deren norwegischer Präsident Nikolai Ramm Østgaard mit dem König von Norwegen nach England geflohen war. Neben Deutschland und Italien beschränkte sich die internationale Teilnahme auf die deutschen Vasallenstaaten Finnland und die Slowakei sowie die neutralen Staaten Schweden und Schweiz. Da eine Grundvoraussetzung für die Durchführung Olympischer Spiele aber darauf beruht, dass das organisierende Land im Friedenszustand ist, fielen auch die Olympischen Winterspiele von 1944 dem Zweiten Weltkrieg zum Opfer. So konnten erst 1948 wieder Winterspiele stattfinden.

## Wahl des Austragungsortes
An den Winterspielen von 1948 zeigten nur St. Moritz und Lake Placid Interesse. Die Abstimmung über die Vergabe erfolgte brieflich. Sigfrid Edström, der als IOC-Vizepräsident nach dem Tod des Präsidenten Henri de Baillet-Latour am 6. Januar 1942 kommissarisch die Führung des IOC übernommen hatte, teilte am 14. Februar 1946 mit, dass St. Moritz „mit überwältigender Mehrheit“ gewählt worden war.
Noch immer schwelte aber der Skilehrerkonflikt, der 1939 zum Entzug der Winterspiele für St. Moritz geführt hatte. Hauptakteure in diesem Zwist waren Arnold Lunn, Vorsitzender des FIS-Komitees für Abfahrt und Slalom, sowie das einflussreiche IOC-Mitglied Avery Brundage. Während Brundage einen sehr eng gefassten Amateurbegriff vertrat, wollte sich die FIS ihre Bestimmungen nicht diktieren lassen. Unzählige Briefwechsel folgten über die Jahre, die durch einen sehr offenen Ton und teilweise persönliche Angriffe geprägt waren:

“I think the real trouble is that only about two members of your committee know one end of a ski from the other, and consequently the Committee as a whole is inadequately informed about skiing.”

„Ich denke, das wahre Problem ist, dass nur ungefähr zwei Mitglieder Ihres Komitees ein Ende eines Skis vom anderen unterscheiden können und infolgedessen das Komitee als Ganzes ungenügend über Skifahren informiert ist.“

Während Edström einen Kompromiss anstrebte und die Diskussion mit dem Schweizerischen Skiverband suchte, lehnte Brundage jegliche Abweichung von den bestehenden IOC-Amateurregeln ab. Lunn teilte ihm mit, dass die Amateurfrage auf dem Kongress des Internationalen Skiverbandes im französischen Pau am 27. August 1946 auf der Agenda stehe, und bat darum, den Schweizerischen Skiverband nicht in die Diskussionen einzubeziehen.
Als erstes wurden auf dem FIS-Kongress die Weltmeisterschaften 1941, an welchen aufgrund der politischen Umstände nur wenige Nationen teilnehmen konnten, nachträglich für ungültig erklärt. Danach widmete man sich dem Skilehrerkonflikt, wo man einen Kompromiss mit dem IOC anstrebte. Als Kern des Übereinkommens sollten Skilehrer, die mit ihrer Lehrtätigkeit nur ein Nebeneinkommen erzielten, an den Winterspielen in St. Moritz teilnehmen dürfen. Sollte das IOC dem nicht zustimmen, würde man im selben Jahr Weltmeisterschaften an einem anderen Ort in der Schweiz durchführen.
Bei der 39. IOC-Session, die vom 4. bis 7. September 1946 in Lausanne stattfand, ließ sich Edström, der nun offiziell zum IOC-Präsidenten gewählt worden war, die Vergabe an St. Moritz durch die IOC-Mitglieder bestätigen. Anders als bei den Olympischen Sommerspielen wurden nicht die Olympiaden gezählt, sondern nur die tatsächlich stattgefundenen Winterspiele. Deswegen nannte man die Spiele von 1948 die V. Olympischen Winterspiele. In der Skilehrerfrage akzeptierte man den von der FIS unterbreiteten Kompromiss, womit die Streitigkeiten vorerst beigelegt waren. Der Amateurstreit sollte die beiden Verbände aber auch nach St. Moritz noch eine Weile beschäftigen.

## Organisation
Zuständig für die Organisation der V. Winterspiele war das Generalsekretariat des Schweizerischen Olympischen Comités (SOC). Dieses bildete 1947 ein Exekutivkomitee, bestehend aus Persönlichkeiten aus der Schweizer Sportwelt und Delegierten aus der Politik. Den Vorsitz übernahm Marcel Henninger, SOC-Präsident und Vizepräsident des Organisationskomitees für die Winterspiele von 1928. Insgesamt elf Kommissionen wurden gegründet, von einer Finanzkommission bis hin zur Presse- und einer Empfangskommission, die sich um die Details in den einzelnen Bereichen kümmerten. Die Präsidenten der Kommissionen gehörten ebenfalls dem Exekutivkomitee an. Weiterhin gab es ein neunköpfiges „Ehrenkomitee“, zu dem unter anderen Bundesrat Karl Kobelt, Vorsteher des Militärdepartements, das ehemalige IOC-Mitglied General Henri Guisan (damals Präsident des Schweizer Skiverbandes) sowie der frühere SOC-Präsident William Hirschy zählten.
Schwierigkeiten hatten die Organisatoren mit der Finanzierung, da der Verkauf von Eintrittskarten die Kosten bei weitem nicht deckte. Aufgrund der Schweizer Finanzlage kamen auch Bundessubventionen kaum in Frage. An deren Stelle gab die PTT eine Serie von vier Sonderbriefmarken heraus, die mehrere hunderttausend Franken einbrachte. Außerdem wurde ein goldener Olympiataler zum Preis von 200 Franken verkauft. Kosten sparend war, dass die Sportstätten, die sich bereits bei den II. Winterspielen bewährt hatten, erneut verwendet werden konnten.
Der Erlös der Eintrittskarten betrug 592.700 SFr, was gut die Hälfte des Budgets von 1,1 Mio. SFr. deckte. Der Kanton Graubünden und die Kantonalbank gewährten einen Zuschuss von 100.000 SFr. und die Gemeinde St. Moritz einen weiteren von 75.200 SFr. Die Organisation der Spiele schloss schließlich mit einem Defizit von 174 SFr. ab.
Für die Organisation der Skiwettkämpfe wurden beim internationalen Rennen um „das Weisse Band von St. Moritz“ im Februar 1947 Erfahrungen gesammelt. Es zeigte sich beispielsweise, dass die Abfahrt durch das Val Saluver nicht internationalen Ansprüchen genügte.

## Olympische Standorte

### Wettkampfstätten
Das Hauptzentrum der Winterspiele befand sich in St. Moritz-Dorf mit dem Olympia-Eisstadion Badrutts Park. Die Eislaufwettbewerbe, die Mehrzahl der Eishockeyspiele sowie die Eröffnungs- und Abschlussfeier fanden dort statt. Das Stadion verfügte über eine Natureisfläche von 60 × 30 Meter und bot 4700 Zuschauern Platz (davon 4000 Tribünenplätze). Weiter standen beim Kulm-Hotel, beim Palace-Hotel und beim Suvretta-Haus drei Kunsteisbahnen für Eiskunstlaufen und Eishockeyspiele zur Verfügung.
Die Naturbahn Cresta Run entlang der Straße nach Celerina war die Wettkampfstätte für das Skeletonrennen. Sie bestand aus Natureis und die 15 Kurven waren der natürlichen Geländeform angepasst. Die Streckenlänge betrug 1231 Meter und der Höhenunterschied 157 Meter. Austragungsort der Bobwettbewerbe war der Olympia Bobrun, der vom Badrutts Park nach Celerina-Cresta führte. Er war mit insgesamt 16 Kurven 1576 Meter lang und überwand einen Höhenunterschied von 130 Metern.
Das Skigebiet Corviglia war Schauplatz der alpinen Skidisziplinen. Für den Slalom wurden die Hänge oberhalb des Suvretta-Hauses gewählt, die sich bereits beim „Weissen Band“ bewährt hatten. Der Höhenunterschied betrug bei den Männern 220 und bei den Frauen 180 Meter. Die Abfahrtsstrecke begann am Piz Nair in einer Höhe von 2700 Metern und führte nach Ruinatsch. Auf einer Länge von 3500 Metern hatten die Männer eine Höhendifferenz von 830 Meter zu überwinden. Bei den Frauen war die Strecke auf 2000 Metern Länge und 524 Meter Höhenunterschied gekürzt worden. Ein Skistadion wurde im Salet errichtet.

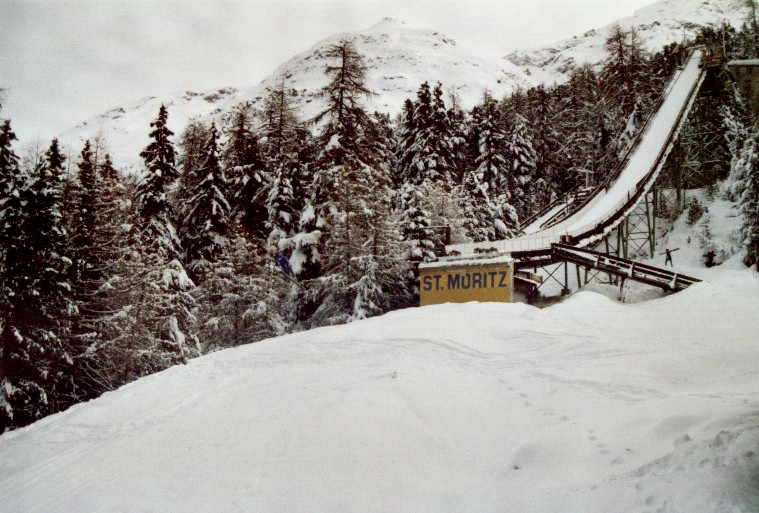
Die Olympiaschanze in St. Moritz

Der Sprunglauf fand auf der 1927 erbauten Olympiaschanze statt. Sie hatte einen K-Punkt von 68 Metern und 8000 Zuschauerplätze. Die Anlage musste jedoch im Vorfeld angepasst und modernisiert werden. Der Sprungrichterturm wurde nach unten und seitwärts verlegt, ihm gegenüber wurde eine Pressetribüne errichtet und Nivellierungsarbeiten waren nötig, um das Profil auf die ursprüngliche Form zurückzuführen.
Die Langlaufstrecken hatten jeweils den Start und das Ziel im Skistadion und führten durch das Gebiet des Stazerwaldes. Der Militärpatrouillenlauf startete ebenfalls im Corviglia und hatte sein Ziel im Salet. Auf einer Strecke von 27 km mussten zwei fast 3000 Meter hohe Pässe überwunden werden. Unterwegs wurde auf dem Schießplatz in Silvaplana die Treffsicherheit geprüft. Der Schießwettbewerb des Winter-Pentathlons wurde auf dem Schießplatz hinter der Französischen Kirche durchgeführt. Die Fechtwettkämpfe fanden im Palace-Hotel statt und das Reiten rund um das Kurhaus in St. Moritz-Bad. Viele Sportstätten waren bereits bei den Winterspielen 1928 verwendet worden.

### Unterkünfte
Die Gemeinde St. Moritz hatte sich verpflichtet, die Unterbringung der Wettkämpfer und Offiziellen zu günstigen Bedingungen sicherzustellen. Da die Zahl der Quartiere auf zirka 4500 gesunken war, mietete die Gemeinde fünf Hotels in St. Moritz-Bad. Jeder Hotelier des Ortes wurde zudem verpflichtet, 20 Prozent seiner Betten für Teilnehmer zu stark reduzierten Preisen abzugeben. Für die Gäste der Winterspiele verblieben noch rund 50 Prozent der Betten. Der Besucherandrang aus dem Ausland hielt sich jedoch als Folge des erst drei Jahre zurückliegenden Krieges in Grenzen. Besonders die wegen Devisenknappheit in Großbritannien verhängte Reisesperre war für die Hoteliers im Engadin ein schwerer Schlag, da viele Stammgäste fernblieben.

## Teilnehmer

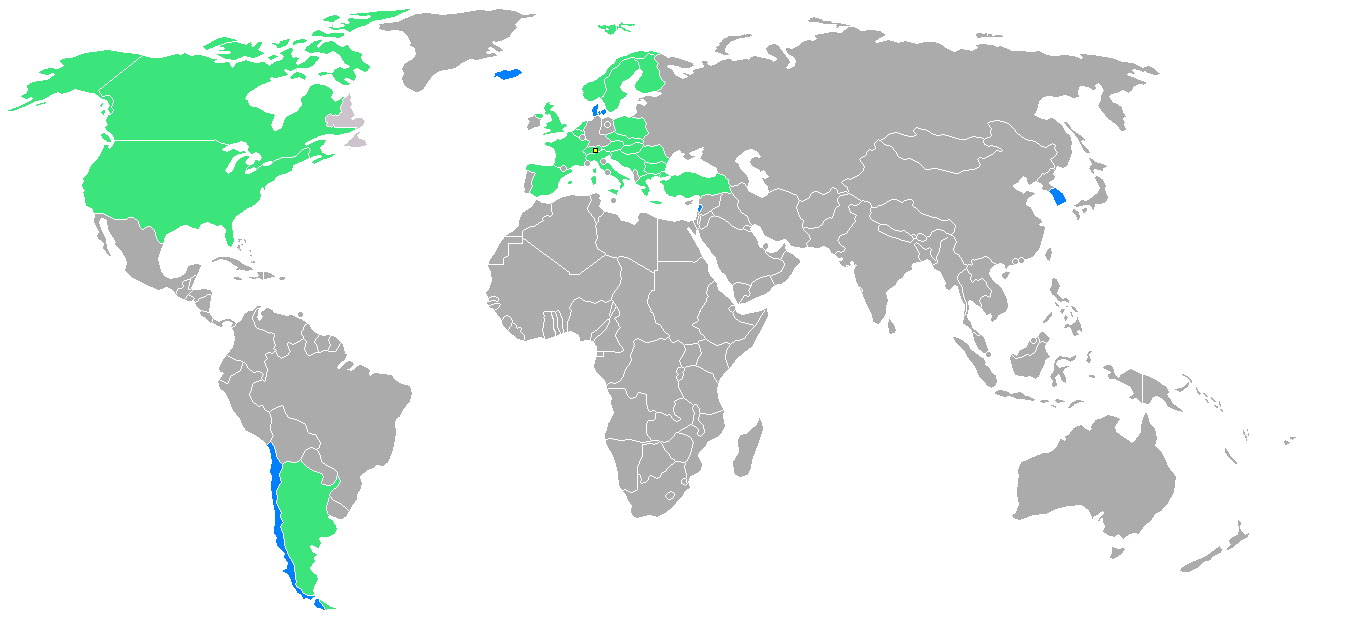
Länder mit teilnehmenden Mannschaften
Länder nahmen erstmals an Winterspielen teil

An den zweiten Spielen von St. Moritz nahmen 28 Nationen teil. Die Staaten Chile, Dänemark, Island, Libanon und Südkorea feierten ihre Premieren bei Olympischen Winterspielen. Die Teilnehmer aus Österreich benötigten jeweils eine individuelle Einreisegenehmigung. Das Österreichische Olympische Comité, ÖOC, hatte der Schweizer Gesandtschaft in Wien und auch der Nationalbank ein Verzeichnis jener 101 Personen übergeben, die nach St. Moritz entsandt werden sollten, aufgegliedert nach Journalisten, Fotoreportern und Radiosprechern. Es waren allerdings viel mehr Österreicher dort anwesend, und es war dem ÖOC nicht bekannt, wie diese zu Reisedokumenten und Devisen gekommen waren. Der Skispringer Sepp Bradl erhielt nach Intervention des IOC bei den Schweizer Behörden trotz des Einsatzes durch den Leiter des Österreichischen Olympischen Sekretariats keine Einreisegenehmigung, weil er im Krieg SA-Sturmbannführer gewesen sei.
| Europa (553 Athleten aus 22 Nationen) | Europa (553 Athleten aus 22 Nationen)                                                                                                  | Europa (553 Athleten aus 22 Nationen)                                                           |
| --- | --- | ----------------------------------------------------------------------------------------------- |
| - Belgien (11) - Bulgarien (4) - Dänemark * (2) - Finnland (24) - Frankreich (36) - Griechenland (1) - Großbritannien (55) - Island * (4) | - Italien (55) - Jugoslawien (17) - Liechtenstein (10) - Niederlande (4) - Norwegen (49) - Österreich (53) - Polen (29) - Rumänien (7) | - Schweden (43) - Schweiz (70) - Spanien (6) - Tschechoslowakei (47) - Türkei (4) - Ungarn (22) |
| Amerika (111 Athleten aus 4 Nationen) | |                                                                                                 |
| - Argentinien (10) - Chile * (4) | - Kanada (28) | - Vereinigte Staaten (69)                                                                       |
| Asien (5 Athleten aus 2 Nationen) | |                                                                                                 |
| - Korea, Republik * (3) | - Libanon * (2) |                                                                                                 |
| (Anzahl der Athleten) * erstmalige Teilnahme an Winterspielen                                                                             | |                                                                                                 |

## Medaillen und Diplome

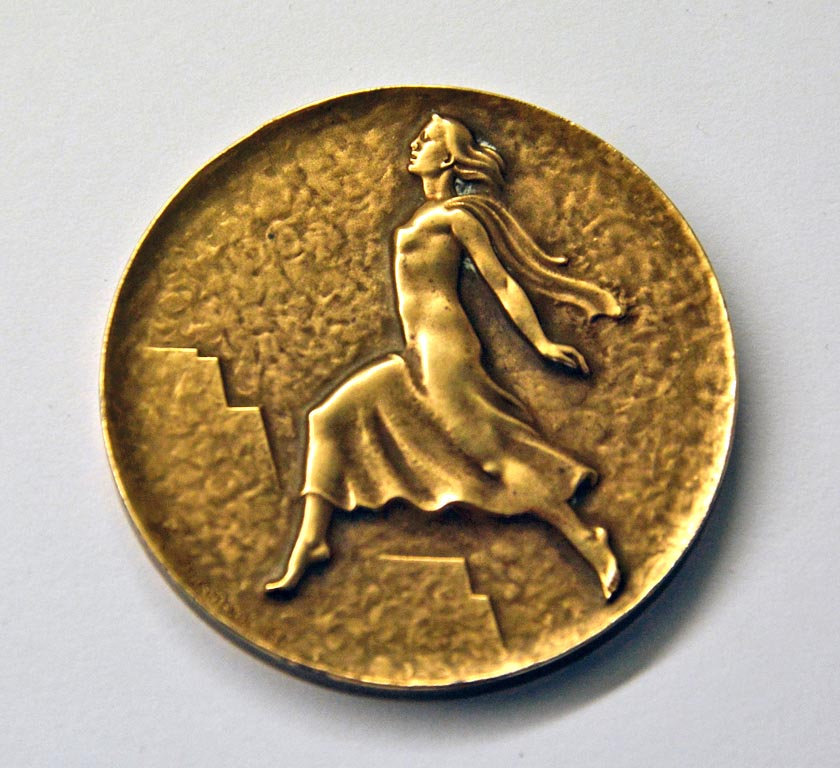
Erinnerungsmedaille

Die Olympiamedaillen mit einem Durchmesser von 60 mm wurden von Huguenin Frères in Le Locle hergestellt. Die Vorderseite enthält die Beschriftung „VMES JEUX OLYMPIQUES D’HIVER ST MORITZ 1948“ mit je einem Schneekristall oberhalb und unterhalb des Schriftzugs. Auf der Rückseite ist eine Hand zu sehen, die eine olympische Fackel hält. Die Abbildung ist hinterlegt mit den olympischen Ringen und umgeben von sechs Schneekristallen. Am oberen Rand entlang steht das olympische Motto „CITIUS ALTIUS FORTIUS“ (Schneller, höher, stärker) geschrieben. Auf beiden Seiten ist unten „Huguenin“ eingeprägt, dazu auf der Rückseite rechts neben der Hand „PD“ für Paul-André Droz, der die Medaillen entwarf.
Die Olympiamedaillen wurden täglich im Olympiastadion überreicht. Jeder Teilnehmer und Offizielle erhielt zudem eine Erinnerungsmedaille und ein Diplom, das von Remi Nüesch entworfen wurde. Die Erinnerungsmedaillen mit einem Durchmesser von 40 mm wurden wie die Olympiamedaillen ebenfalls in Le Locle hergestellt. Auf ihnen abgebildet war eine barfüßige Frau, deren Haar im Wind wehte, und die Alpen im Hintergrund. Die Rückseite enthielt die olympischen Ringe abgebildet und dieselbe Beschriftung wie die Olympiamedaillen.

## Wettkampfprogramm
Es wurden 22 Wettbewerbe (17 für Männer, 4 für Frauen und 1 Mixed-Wettbewerb) in 4 Sportarten/9 Disziplinen ausgetragen. Das waren 5 Wettbewerbe und 1 Disziplin mehr als in Garmisch-Partenkirchen 1936 – die Anzahl der Sportarten blieb gleich.
Ski Alpin war zum zweiten Mal im olympischen Programm dabei. Die alpinen Skirennen erwiesen sich mit insgesamt 16.784 Zuschauern als äußerst populär. 20 Jahre nach den ersten Olympischen Winterspielen in St. Moritz wurde Skeleton erneut als olympische Disziplin aufgenommen. Bei den Demonstrationswettbewerben wurde Eisstockschießen durch den Winter-Pentathlon ersetzt. Die offizielle Gesamtzuschauerzahl wurde mit 59.037 angegeben. Vor allem bei den nordischen Bewerben war die Zuschauerzahl gering. Beim 50-km-Lauf sahen nur 30 Personen (einschl. Journalisten, Zeitnehmern und Betreuern) zu.
Nachfolgend die Änderungen zu den letzten Winterspielen im Detail:
- Im alpinen Skisport wurde das Programm um die Abfahrt und Slalom für Männer und Frauen erweitert.
- Skeleton war mit dem Einsitzer für Männer wieder olympisch.

### Olympische Sportarten/Disziplinen
- Bobsport
  -  Bob Gesamt (2) = Männer (2)
  -  Skeleton Gesamt (1) = Männer (1)
- Eishockey Gesamt (1) = Männer (1)
- Eislauf
  -  Eiskunstlauf Gesamt (3) = Männer (1)/Frauen (1)/Mixed (1)
  -  Eisschnelllauf Gesamt (4) = Männer (4)
- Skisport
  -  Ski Alpin Gesamt (6) = Männer (3)/Frauen (3)
  - Ski Nordisch
    -  Nordische Kombination Gesamt (1) = Männer (1)
    -  Skilanglauf Gesamt (3) = Männer (3)
    -  Skispringen Gesamt (1) = Männer (1)

Anzahl der Wettkämpfe in Klammern

### Zeitplan
| Zeitplan              | Zeitplan          | Zeitplan              | Zeitplan | Zeitplan | Zeitplan | Zeitplan | Zeitplan | Zeitplan | Zeitplan | Zeitplan | Zeitplan | Zeitplan | Zeitplan           | Zeitplan  |  |
| Disziplin             | Disziplin         | Disziplin             | Fr. 30.  | Sa. 31.  | So. 1.   | Mo. 2.   | Di. 3.   | Mi. 4.   | Do. 5.   | Fr. 6.   | Sa. 7.   | So. 8.   | Ent- schei- dungen | Zuschauer |  |
| Disziplin             | Disziplin         | Disziplin             | Januar   | Januar   | Februar  | Februar  | Februar  | Februar  | Februar  | Februar  | Februar  | Februar  | Ent- schei- dungen | Zuschauer |  |
| --------------------- | ----------------- | --------------------- | -------- | -------- | -------- | -------- | -------- | -------- | -------- | -------- | -------- | -------- | ------------------ | --------- |  |
| Eröffnungsfeier       | Eröffnungsfeier   | Eröffnungsfeier       |          |          |          |          |          |          |          |          |          |          |                    | 4.818     |  |
| Bob- sport            | Bob               | Bob                   |          | 1        |          |          |          |          |          |          | 1        |          | 2                  | 4.610     |  |
| Bob- sport            | Skeleton          | Skeleton              |          |          |          |          |          |          | 1        |          |          |          | 1                  | 2.980     |  |
| Eishockey             | Eishockey         | Eishockey             |          |          |          |          |          |          |          |          |          | 1        | 1                  | 7.939     |  |
| Eislauf               | Eiskunstlauf      | Eiskunstlauf          |          |          |          |          |          |          | 1        | 1        | 1        |          | 3                  | 5.106     |  |
| Eislauf               | Eisschnelllauf    | Eisschnelllauf        |          | 1        | 1        | 1        | 1        |          |          |          |          |          | 4                  | 1.005     |  |
| Skisport              | Ski Alpin         | Ski Alpin             |          |          |          | 2        |          | 2        | 2        |          |          |          | 6                  | 16.784    |  |
| Skisport              | Ski Nordisch      | Nordische Kombination |          |          | 1        |          |          |          |          |          |          |          | 1                  | 1.315     |  |
| Skisport              | Ski Nordisch      | Skilanglauf           |          | 1        |          |          | 1        |          |          | 1        |          |          | 3                  | 1.315     |  |
| Skisport              | Ski Nordisch      | Spezialsprunglauf     |          |          |          |          |          |          |          |          | 1        |          | 1                  | 1.315     |  |
| Schlussfeier          | Schlussfeier      | Schlussfeier          |          |          |          |          |          |          |          |          |          |          |                    | 5.620     |  |
| Demonstrationsbewerbe |                   |                       |          |          |          |          |          |          |          |          |          |          |                    |           |  |
| Militärpatrouille     | Militärpatrouille | Militärpatrouille     |          |          |          |          |          |          |          |          |          | 1        |                    |           |  |
| Winter-Pentathlon     | Winter-Pentathlon | Winter-Pentathlon     |          |          |          |          |          | 1        |          |          |          |          |                    |           |  |
| Entscheidungen        | Entscheidungen    | Entscheidungen        |          | 3        | 2        | 3        | 2        | 2        | 4        | 2        | 3        | 1        | 22                 |           |  |
|                       |                   |                       | Fr. 30.  | Sa. 31.  | So. 1.   | Mo. 2.   | Di. 3.   | Mi. 4.   | Do. 5.   | Fr. 6.   | Sa. 7.   | So. 8.   |                    |           |  |
| Januar                | Januar            | Februar               | Februar  | Februar  | Februar  | Februar  | Februar  | Februar  | Februar  |          |          |          |                    |           |  |

Farblegende

## Zeremonien

### Eröffnungsfeier
Die Eröffnungsfeier fand am Vormittag des 30. Januars im Olympia-Eisstadion Badrutts Park statt. Um 10:00 Uhr spielte die St. Moritzer Musikgesellschaft den Schweizerpsalm und gab damit das Signal zum Einmarsch der Nationen. Diesen führte traditionell die griechische Delegation an. Die weiteren Mannschaften folgten in alphabetischer Reihenfolge (nach französischer Schreibweise), beginnend mit Argentinien (Argentine) und Österreich (Autriche). Stürmisch von zahlreichen Landsleuten empfangen wurde die Delegation der Vereinigten Staaten. An deren Spitze lief Avery Brundage, dessen Name eng mit dem Eishockeyskandal verknüpft war. Den Abschluss bildeten als Gastgeber die Schweizer.
Nachdem Marcel Henninger, Präsident des SOC, kurz die Bedeutung der Veranstaltung angesprochen hatte, eröffnete Bundespräsident Enrico Celio die Spiele:

„Ich erkläre die V. Olympischen Winterspiele im Rahmen der XIV. modernen Olympiade als eröffnet. Sie mögen ein Symbol des Friedens sein, den die Welt erwartet!“

Während der Fahnenmarsch gespielt wurde, stieg die olympische Flagge, flankiert von den Hoheitszeichen der Olympia-Länder 1948, Großbritanniens und der Schweiz, am Mast empor. Drei Kanonenschüsse verkündeten den Beginn der Spiele. Anschließend wurde am Turm des Stadions in einer goldbronzenen Opferschale das olympische Feuer entzündet. Danach traten die Fahnenträger im Halbkreis vor die Ehrentribüne. Der Eishockeyspieler Richard „Bibi“ Torriani bestieg in ihrer Mitte das Podium und leistete den olympischen Eid. Am Ende der einstündigen Zeremonie verließen die Delegationen in derselben Reihenfolge, in der sie einmarschiert waren, wieder das Stadion.
Im Anschluss an die Feier wurde das Eishockeyturnier mit der Partie Schweiz – USA eröffnet, welche die Schweizer mit 5:4 für sich entscheiden konnten. Am selben Tag wurden noch drei weitere Eishockeyspiele und die beiden ersten Läufe des Zweierbobs durchgeführt.

### Schlussfeier
Am Morgen des 8. Februars fand noch der Militärpatrouillenlauf statt. Das Eishockeyturnier wurde mit vier weiteren Spielen ebenfalls am Abschlusstag zu Ende gebracht. Das Abschlussspiel von Kanada gegen die Schweiz musste dabei unter irregulären Eisbedingungen durchgeführt werden. Die anhaltende Erwärmung hatte die Eisfläche vollständig in Wasserpfützen und Eissulz aufgelöst. Die Kanadier, welche vergeblich einen Spielabbruch verlangten, passten sich aber besser den Verhältnissen an und schlugen die Schweizer mit 3:0. Wenige Minuten nach dem Spiel wurden die Olympiamedaillen vom Präsidenten des Schweizerischen Eishockeyverbandes übergeben.
Nach Beendigung der Eishockeysiegerehrung folgte die Schlusszeremonie. Die Fahnenträger der 28 teilnehmenden Nationen zogen ins Stadion, allen voran Slalomsieger Edy Reinalter mit der Olympiaflagge. Während der Fahnenmarsch erklang, wurden langsam die olympische Flaggen und die Fahnen der Schweiz und Großbritanniens eingezogen. Das olympische Feuer auf dem Stadionturm erlosch und ein Kanonenschuss verkündete das Ende der Spiele. IOC-Präsident Sigfrid Edström dankte dem Schweizer Organisationskomitee für die gute Durchführung und erklärte die V. Olympischen Winterspiele für beendet.

## Wettbewerbe

### Bob
Auf der Naturbahn Olympia Run wurden zwei Wettbewerbe im Bobsport ausgetragen. Gefahren wurden jeweils vier Läufe. Der Wettkampf mit dem Viererbob musste im zweiten Durchgang nach acht der fünfzehn Teams unterbrochen werden, weil die Bahn durch einen Wasserleitungsbruch beschädigt wurde. Alle bisherigen Zeiten des zweiten Laufes wurden schließlich annulliert und der Wettbewerb am nächsten Tag fortgeführt.
Im Zweierbob holte sich der Schweizer Fritz Feierabend, amtierender Weltmeister im Zweier- sowie im Viererbob, wie schon 1936 die Silbermedaille, diesmal mit Fritz Waller. Der bekannte Bobkonstrukteur wartete in St. Moritz mit einer weiteren Neuheit auf. Sein Bobschlitten besaß an der Hinterachse einzeln aufgehängte Kufen sowie eine aerodynamische Verkleidung. Gold ging an seinen Schüler Felix Endrich mit Bremser Paul Hans Eberhard. Den dritten Platz mit fünf resp. sechs Sekunden Rückstand errangen die US-Amerikaner mit Pilot Frederick Fortune. Die beiden Schweizer Mannschaften erzielten in allen vier Läufen die jeweils zwei besten Laufzeiten.
Bei guten Bedingungen erzielte der Viererbob Schweiz I mit Endrich und Feierabend im ersten Lauf die Bestzeit. Die Läufe 2 bis 4 mit dem Viererbob fanden am folgenden Tag bei heftigem Schneetreiben statt. Am besten kamen die Amerikaner mit den erschwerten Bahnverhältnissen zurecht. USA II mit Pilot Francis Tyler holte die Goldmedaille und USA I mit Pilot James Bickford die Bronzemedaille. Belgien mit Pilot Max Houben konnte sich mit der überraschenden Bestzeit im letzten Durchgang noch auf den zweiten Platz schieben. Schweiz I beendete die vier Läufe auf dem vierten Rang.

### Eishockey
Das olympische Eishockeyturnier galt zugleich als 15. Eishockey-Weltmeisterschaft und 26. Eishockey-Europameisterschaft. Gespielt wurde im Liga-System, was bei neun Mannschaften insgesamt 36 Spiele zur Folge hatte. Daher wurden neben dem Olympia-Eisstadion Badrutts Park auch auf den Kunsteisbahnen Palace Rink und Suvretta Rink gespielt. Beeinträchtigt wurde der Ablauf teilweise durch intensiven Sonnenschein oder schweren Schneefall, sodass man zwischenzeitlich die Spiele auf die frühen Morgenstunden um 8 und 9 Uhr ansetzte. Dies und die abgelegenen Kunsteisbahnen hatten zur Folge, dass teilweise sehr wenig Zuschauer die Spiele verfolgten. So spielte etwa Großbritannien zweimal im Palace Rink vor nur zehn zahlenden Zuschauern. Da in Kanada das Eishockey weitgehend schon professionalisiert war, ließen die Kanadier eine Auswahl der Royal Canadian Air Force antreten, die von Frank Boucher trainiert wurde.
Mit je sieben Siegen und einem Unentschieden lagen am Ende Kanada und die Tschechoslowakei punktgleich an der Spitze. Der Olympiasieg ging an Kanada, wegen der besseren Tordifferenz von +64 im Vergleich zu +62 der Tschechoslowakei. Die beiden Mannschaften erzielten in der Direktbegegnung ein 0:0. Während die Kanadier gegen die Tschechoslowakei wegen deren schnellen Gegenangriffen nichts riskieren wollten, versteiften sich die Tschechen ebenfalls auf die Defensive. Die Schweiz verlor einzig ihre Spiele gegen die beiden Erstplatzierten und gewann mit sechs Siegen die Bronzemedaille. Es wurden in St. Moritz außergewöhnlich viele Tore geschossen. Das höchste Spielergebnis erzielte die USA gegen Italien mit 31:1. Erfolgreichster Schütze des Turniers war der Tscheche Vladimír Zábrodský, der insgesamt 22 Treffer erzielte.
Überschattet wurde das Turnier jedoch von einem Konflikt zwischen dem IOC und der Internationalen Eishockey-Liga (LIHG). Nachdem sich 1946 das US-Eishockey in die Amateur Athletic Union (AAU) und in die Amateur Hockey Association (AHA) geteilt hatte, entschied die LIHG 1947 auf ihrem 29. Kongress in Prag, künftig nur noch die AHA anzuerkennen. Avery Brundage, der lange die AAU geführt hatte, war inzwischen Präsident des American Olympic Committee (AOC) und erkannte wiederum die AHA nicht an. So reisten schließlich zwei US-Mannschaften in die Schweiz. Obwohl Brundage drohte, die gesamte Olympiamannschaft der Vereinigten Staaten zurückzuziehen, akkreditierte das SOC auf Empfehlung der LIHG die Auswahl der AHA. Im Januar 1948 auf der 42. IOC-Session nahm der Konflikt die überwiegende Mehrheit der Sitzungszeit in Anspruch. Mit 16:10 Stimmen wurde schließlich entschieden, dass gar kein US-Team teilnehmen sollte. Ungeachtet des IOC-Beschlusses ließ jedoch das SOC die AHA mit einem am 28. Januar getroffenen Beschluss am Turnier teilnehmen. Die Drohung von Avery Brundage blieb vorläufig aufrecht und es war auch fraglich, ob die USA-Vertretung an der Eröffnungsfeier teilnehmen werde. Das IOC zog daraufhin die Konsequenzen und erklärte das Turnier für „nichtolympisch“. Die LIHG wurde als nicht mehr zuständig für das Amateur-Eishockey betrachtet. Am 31. Januar schlug das SOC vor, nach Turnierende die Ergebnisse des AHA-Teams aus der Wertung zu streichen. Die Unsicherheit darüber, ob das Turnier weiter stattfindet bzw. gewertet wird (das IOC bestand am 2. Februar nach wie vor auf der Absetzung), brachte es mit sich, dass sich einige Teams für die Abreise rüsteten. Am 5. Februar, kurz vor Ende der Spiele, entschied das IOC schließlich, diesen Kompromiss zu akzeptieren und die Suspendierung der LIHG erst nach Schluss der Spiele in Kraft treten zu lassen. Damit wurde das Eishockeyturnier doch noch als Olympiawettbewerb anerkannt. Die AHA-Mannschaft wurde im Schlussprotokoll nicht mehr aufgeführt, ihre Spiele hingegen zählten für das Endergebnis. Die Disqualifikation der USA galt jedoch nicht für die Weltmeisterschaft. Daher ist beispielsweise Schweden Olympiavierter (ohne die USA) und WM-Fünfter (mit den USA). Erst 1951 hob das IOC die Verbannung des Eishockeys wieder auf.

### Eiskunstlauf
Im Eiskunstlauf wurden drei Wettbewerbe im Eisstadion Badrutts Park und auf dem Kulm-Eisrink ausgetragen. Zeitweise ungünstige Witterungs- und Eisverhältnisse trugen dazu bei, dass nicht alle Wettkämpfer ihre normale Form erreichten. Uneinheitliche Bewertungen sowohl im Pflicht- als auch im Kürlaufen verursachten einige Unstimmigkeiten. Sam Wild, Präsident der Eislaufkommission, führte diese Differenzen auf ungenügende Ausbildung der Preisrichter einiger Länder zurück.
Der Einzelwettbewerb der Herren war geprägt vom Duell zwischen dem Schweizer Eiskunstläufer Hans Gerschwiler, im Vorjahr knapp Sieger bei den Weltmeisterschaften, und seinem stärksten Konkurrenten, dem jüngeren US-Amerikaner Richard Button. Das Pflichtlaufen brachte bereits die erste Überraschung, indem Button fast in allen Figuren führte. Im Kürlaufen zeigte sich schließlich seine überlegene Sprungtechnik. Als erster Läufer sprang der Amerikaner einen doppelten Axel. Auch Elemente, die man sonst nur aus Bodenübungen kannte, zeigte er in seiner Vorführung. So wurde ein Grätschsprung mit eineinhalb Meter Höhe vom Publikum mit stürmischem Beifall belohnt. Die besten Europäer hatten trotz Glanzleistungen Mühe, mit ihren traditionellen Küren mitzuhalten. Gerschwiler wurde hinter Button Zweiter, Bronze ging an den Österreicher Edi Rada.
Demgegenüber war die Kanadierin Barbara Ann Scott mit ihren Erfolgen an den letzten Welt- und Europameisterschaften die klare Favoritin beim Einzelwettbewerb der Frauen. Beinahe wäre ihr jedoch ein gelbes Auto zum Verhängnis geworden, das ihr 1947 von der Stadt Ottawa geschenkt worden war. Als IOC-Vizepräsident Avery Brundage davon erfuhr, verlangte er als vehementer Verfechter des Amateurgedankens ihre Disqualifikation. Daraufhin gab Scott die Limousine zurück. Sie erhielt sowohl in der Pflicht wie auch in der Kür die höchste Punktzahl und wurde überzeugend Olympiasiegerin. Eva Pawlik aus Österreich gewann die Silbermedaille und Jeannette Altwegg, Tochter eines Schweizers, gewann Bronze für Großbritannien.
Im Paarlaufen gewann die Belgierin Micheline Lannoy mit ihrem Partner Pierre Baugniet die Goldmedaille. Silber ging an Andrea Kékesy und Ede Király aus Ungarn, die Kanadier Suzanne Morrow und Wallace Diestelmeyer holten Bronze.

### Eisschnelllauf
Im Eisstadion Badrutts Park wurden außerdem vier Wettbewerbe im Eisschnelllauf durchgeführt. Einmal mehr dominierten die Skandinavier, die bis auf zwei Silbermedaillen der Amerikaner die Medaillenränge unter sich ausmachten. Besonders erfolgreich war Norwegen mit dreimal Gold und insgesamt sechs olympischen Medaillen.
Obwohl die Witterungsverhältnisse oftmals nicht optimal waren, wurden einige Rekordzeiten aufgestellt. Über die Sprintdistanz von 500 Metern wurde der alte Olympiarekord des Norwegers Ivar Ballangrud (43,4 im Jahr 1936) gleich fünfmal unterboten. Nach einem erbitterten Zweikampf zwischen Norwegen und den USA konnte der Norweger Finn Helgesen die Rekordzeit schließlich auf 43,1 Sekunden drücken und wurde Olympiasieger. Auch über 1500 Meter blieben die drei Medaillengewinner unter der alten olympischen Rekordzeit (2:19,2 vom Norweger Charles Mathiesen). Sverre Farstad aus Norwegen siegte in 2:17,6 Minuten.
Bei den Langstrecken waren die Eisbedingungen über 5000 Meter wegen Schneefalls und über 10.000 Meter wegen eines Föhneinbruchs wesentlich schlechter als bei den Kurzstrecken. Die Zeiten über 5000 Meter blieben daher etwa zehn Sekunden über denjenigen der letzten Olympischen Spiele vor zwölf Jahren (Ivar Ballangrud in 8:19,6). Der Norweger Reidar Liaklev konnte den Wettbewerb schließlich vor seinem Landsmann Odd Lundberg gewinnen.
Einige Athleten hatten aber auch Mühe mit der Höhenlage von St. Moritz. So stürzte der Norweger Charles Mathiesen, 1936 Olympiasieger über 1500 Meter und Weltrekordhalter über 10.000 Meter, im Rennen über 5000 Meter nach sechs Runden und musste wegen Atembeschwerden aufgeben. Auf den Start über seine Spezialstrecke verzichtete er daraufhin. Das gleiche Schicksal ereilte im Lauf über 10.000 Meter den Norweger Reidar Liaklev und den Schweden Göthe Hedlund. Die beiden Medaillengewinner über 5000 Meter litten unter Luftmangel und mussten aufgeben. Das am 3. Februar etwas zu weiche Eis veranlasste einige Nordländer über 10.000 Meter gar nicht zu starten. Den Sieg holte sich der Schwede Åke Seyffarth vor zwei Läufern aus Finnland.

### Skeleton
An seiner Geburtsstätte, dem Cresta Run, wurde 1948 zum zweiten Mal ein olympischer Wettkampf im Skeleton ausgetragen. Die insgesamt sechs Läufe konnten nur neun von fünfzehn Athleten beenden. Die ersten drei Läufe fanden dabei auf der verkürzten Strecke vom Startpunkt Junction aus statt.
Überraschungssieger wurde der in St. Moritz lebende Italiener Nino Bibbia, der seine Sportlaufbahn als Skispringer und Hockeyspieler begonnen hatte. Ursprünglich war er nur für die Bobwettbewerbe vorgesehen. Nach einem erfolgreichen Versuch im Dezember 1947, als er gleich den Bahnrekord aufstellte, wurde er auch für den Skeletonwettbewerb angemeldet. Bei der Siegerehrung fehlte aber Bibbia, der zeitgleich im Bobrennen engagiert war. Die Teilnahme im Skispringen war hingegen terminlich nicht möglich. Die Silbermedaille holte sich wie schon 1928 in St. Moritz der US-Amerikaner Jack Heaton vor dem favorisierten Briten John Crammond. Der Schweizer Gottfried Kägi klassierte sich auf dem fünften Rang.
Zu dieser Zeit war Skeleton noch ein hoch exklusiver Herrensport und für die Siegesfeier am Abend wurde ein großes Luxusbankett im Kulm-Hotel bestellt. Insofern stand mit dem einfachen Gemüsehändler Bibbia ein eher untypischer Athlet im Mittelpunkt des feudalen Abendessens.

### Ski Alpin
Die sechs alpinen Skirennen im Skigebiet Corviglia zählten gleichzeitig auch als 10. Alpine Skiweltmeisterschaften. Die drei Erstplatzierten erhielten zu ihren olympischen Medaillen zusätzlich WM-Medaillen. In diesen Disziplinen hatten die Alpenländer Frankreich, Österreich und die Schweiz klar die Oberhand. Sie gewannen zusammen 17 von 19 vergebenen Medaillen. Verantwortlich für die alpinen Wettkämpfe war Marc Hodler, der drei Jahre später zum FIS-Präsidenten gewählt wurde und dies über 47 Jahre hinweg blieb.
Der Abfahrtslauf wurde in der Schweiz als Höhepunkt der Winterspiele betrachtet. Er zählte zusätzlich für die alpine Kombination. Die 3,5 km lange Strecke der Männerabfahrt stellte hohe Anforderungen an die Teilnehmer. Einzelne Mannschaften trainierten über einen Monat auf der Strecke. Der Schweizer Karl Molitor, sechsmaliger und damit noch heute Rekordsieger der Lauberhornabfahrt, gehörte zu den großen Favoriten. Vor dem schwierigsten Teilstück, den Bodenwellen im großen Steilhang, führte er drei Zwischenschwünge aus und fuhr ein technisch sicheres Rennen. Demgegenüber konnte der Franzose Henri Oreiller die Schwierigkeiten des Steilhanges ohne wesentliches Abbremsen meistern und führte bereits in der Zwischenzeit mit fünf Sekunden, die er bis ins Ziel nicht mehr hergab. Dem Österreicher Franz Gabl gelang es noch auf den zweiten Platz vorzustoßen und Ralph Olinger holte zeitgleich mit Molitor eine zweite Bronzemedaille für die Schweiz.
Die Frauenabfahrt folgte unmittelbar nach dem Rennen der Männer auf der gleichen Strecke. Man hatte jedoch die zahlreichen Schwierigkeiten durch 15 Pflichttore gemildert, sodass es sich eigentlich um einen Riesenslalom handelte. Die als Außenseiterin angetretene Hedy Schlunegger erzielte trotz eines Sturzes am Eingang zum Kanonenrohr die beste Zeit und sicherte damit der Schweiz den ersten großen alpinen Erfolg. Knapp hinter ihr folgten die beiden Österreicherinnen Trude Beiser und Resi Hammerer.
Beim Kombinationsslalom der Männer stellte sich die große Frage, ob es Karl Molitor gelingen würde, seine fünf Sekunden Rückstand auf den Abfahrtssieger Oreiller wettzumachen. Ihm gelang jedoch keine Ausnahmeleistung und so konnte Oreiller, dem über Nacht seine Spezialski gestohlen worden waren, trotz dieses Handikaps mit zwei sicheren Fahrten seine zweite Goldmedaille gewinnen. Der Franzose James Couttet, Schnellster im Kombinationsslalom, kam in der alpinen Kombination noch auf den dritten Platz. Anders war die Lage bei den Frauen. Der von Hedy Schlunegger in der Abfahrt erzielte Vorsprung und ihr Können im Slalom waren zu gering, als dass ein Kombinationssieg möglich erschien. Nachdem die große Favoritin im Slalom, die Italienerin Celina Seghi, unter ihrer üblichen Leistung blieb und Vierte wurde, holten die Österreicherinnen Trude Beiser und Erika Mahringer die Gold- und Bronzemedaillen. Der zweite Platz ging unerwartet an die US-Amerikanerin Gretchen Fraser.
Für den Spezialslalom wurden wie schon am Vortag für die Frauen und Herren zwei nebeneinander liegende Strecken vorbereitet, was es dem Publikum ermöglichte, abwechslungsweise die Leistungen der jeweiligen Favoriten zu verfolgen. Die Franzosen Couttet und Oreiller fuhren erneut sehr stark, gefolgt von Silvio Alverà, der im ersten Lauf die beste Zeit erzielte. Karl Molitor blieb für einmal deutlich über den Bestzeiten und wurde letztlich Achter. Jedoch sorgte der gebürtige St. Moritzer Edy Reinalter für eine positive Überraschung. Mit der Bestzeit im 2. Lauf verwies er die beiden Franzosen auf die Plätze zwei und drei und gewann eine weitere Goldmedaille für die Schweiz. Nach dem 1. Lauf der Frauen führte zur allgemeinen Überraschung Gretchen Fraser, knapp vor Erika Mahringer aus Österreich. Die Entscheidung fiel dann bereits zu Beginn des 2. Laufs, als Fraser mit einer technisch sauberen Fahrt eine Laufzeit von 57,5 Sekunden erzielte. Diese Zeit wurde nur noch von Antoinette Meyer mit 57,0 Sekunden unterboten, was der Schweizerin den zweiten Rang vor Erika Mahringer einbrachte, den Gesamtsieg der Amerikanerin aber nicht gefährdete. „Ich glaubte nie, die Europäerinnen schlagen zu können“, meinte sie danach bescheiden.

### Militärpatrouille
Wegen des militärischen Charakters hatte das IOC auf seiner 40. Session im Herbst 1946 die Durchführung eines Militärpatrouillenlaufs (Vorläufer des heutigen Biathlons) abgelehnt. Da in der Schweiz militärsportliche Prüfungen, insbesondere Waffenläufe und Gewehrmärsche, große Tradition hatten, wurde er auf Schweizer Wunsch nachträglich doch noch ins Programm aufgenommen. Zugelassen waren ausschließlich Militärangehörige.
Bei einer unter Vorsitz von Oberst Fritz Erb geführten vorherigen Zusammenkunft der Mannschaftschefs wurde über alle Punkte des Reglements, die zu verschiedenen Interpretationen hätten Anlass geben können, Einigung erzielt. Es wurde beschlossen, dass die Patrouilleure in Windschutzanzügen laufen durften und dass das Gewehr bereits vor dem Start oder je nach Wunsch erst während der Konkurrenz geladen werden konnte. Die Auslosung der Startreihenfolge ergab: Frankreich, ČSR, Finnland, Schweiz, Italien, USA, Schweden und Rumänien.
Mit Nummer 4 gestartet, konnte die Schweizer Patrouille mit Oberleutnant Robert Zurbriggen als Patrouillenführer zu Beginn des 27 km langen Laufes, insbesondere bei den Abfahrten, einen klaren Vorsprung herauslaufen und traf zuerst auf dem Schießplatz ein. Dort trafen sie jedoch einen Ballon nicht und erhielten nur fünf Minuten Gutschrift. Als kurz darauf die Finnen alle drei Ballons jeweils mit dem ersten Schuss trafen und die maximale Gutschrift von neun Minuten erhielten, schmolz der Vorsprung der Schweizer auf wenige Sekunden zusammen. Schmerzlich wurde die Erinnerung an den Patrouillenlauf 1936 wach, als drei Fehlschüsse des Soldaten Lindauer eine lebhafte Diskussion in der schweizerischen Öffentlichkeit ausgelöst hatten. Zu dieser Zeit standen Begriffe wie „Schützenruhm“ hoch im Kurs und auf das Schießtraining hatte man bei der Vorbereitung besonderes Gewicht gelegt. Während die Schweizer mit lautem Jubel auf dem Schießplatz empfangen wurden, herrschte betroffenes Schweigen, als sie die letzten zehn Kilometer in Angriff nahmen. Das Gelände im Schlussabschnitt war sehr flach, was eher den Skandinaviern entgegenkam. Angetrieben vom enttäuschenden Schießergebnis, konnten die Schweizer aber ihren Rivalen im „nordischen“ Schlussabschnitt dennoch mehr als zwei Minuten abnehmen und wurden Olympiasieger. Die finnische Equipe um Hauptmann Eero Naapuri wurde dank des guten Schießresultats Zweite vor der schwedischen Patrouille um Leutnant Edor Hjukström. Wie vom SOC durchgesetzt, erhielten auch die Erstplatzierten in den beiden militärsportlichen Demonstrationswettbewerben offizielle olympische Medaillen.

### Nordische Kombination
Die Nordische Kombination bestand aus einem 18-km-Langlauf, der zusammen mit der Spezialdisziplin ausgetragen wurde, und einem Sprunglauf mit drei Versuchen, von denen die zwei besten Sprünge in die Wertung kamen. Als große Überraschung konnten dabei die Norweger, welche bisher immer den Sieger gestellt hatten, erstmals keine Medaille gewinnen. Der Finne Heikki Hasu, der über 18 km bereits Vierter geworden war, siegte vor Landsmann Martti Huhtala und dem Schweden Sven Israelsson. Auf dem vierten Platz folgte Nikolaus Stump aus der Schweiz.

### Skilanglauf
Im Skilanglauf wurden auch Weltmeisterschaftsmedaillen vergeben. Alle drei Rennen wurden von den Schweden gewonnen. Beim 18-km-Langlauf der Männer konnten sie bereits mit einem Dreifachsieg aufwarten. Martin Lundström, der 1947 bei den vorolympischen Rennen in St. Moritz bereits das „Weisse Band“ gewonnen hatte, siegte vor seinen Landsleuten Nils Östensson und Gunnar Eriksson. Als bester Mitteleuropäer erkämpfte sich der Franzose Benoît Carrara den elften Rang, ansonsten reichte die nordische Vorherrschaft bis zum 19. Platz. Nach ihrem überlegenen Triumph im 18-km-Lauf zeigten die Schweden auch beim Staffellauf eine überragende Leistung. Vom Start weg übernahmen sie die Führung und gaben sie bis ins Ziel nicht mehr ab. Sie erzielten mit allen vier Läufern die jeweils beste Teilzeit und erreichten das Ziel mit neun Minuten Vorsprung vor der finnischen Staffel, die sich die Silbermedaille sicherte. Die Norweger folgten auf Platz drei, dahinter Österreich und die Schweiz. Nils Karlsson, der über 18 km mit der Höhenluft nicht zurechtkam und nur enttäuschender Fünfter wurde, konnte dafür im 50-km-Dauerlauf seine Klasse zeigen und holte die Goldmedaille. Bester Mitteleuropäer wurde der Schweizer Edi Schild, der sich mit einer starken Leistung auf dem sechsten Rang inmitten von Schweden und Finnen klassierte.

### Skispringen
Im Spezialsprunglauf wurden auch Weltmeisterschaftsmedaillen vergeben. Alle drei Medaillen gingen an Norwegen. Seine Springer blieben unerreicht in Stil und Sicherheit, was ihre schärfsten Konkurrenten aus Finnland und den USA durch Weite vergeblich auszugleichen versuchten. Birger Ruud, Olympiasieger von 1932 und 1936, war diesmal als Assistenztrainer der norwegischen Springer mitgekommen. Als das Wetter in der Nacht vor dem Wettkampf heimtückisch wurde, ersetzte er jedoch einen jüngeren Sportler. Er holte schließlich die Silbermedaille, während Petter Hugsted, ein Schüler Ruuds, die Goldmedaille im Springen gewann. Auf dem dritten Platz folgte Thorleif Schjelderup. Birger Ruuds jüngerer Bruder Asbjørn Ruud klassierte sich auf Platz sieben, nachdem er im ersten Durchgang den Absprung verpasst hatte und elf Meter hinter der Bestweite zurückblieb.

### Winter-Pentathlon
1948 wurde zum einzigen Mal ein Winter-Pentathlon als Demonstrationsbewerb ausgetragen. Er setzte sich aus den Disziplinen Skilanglauf, Abfahrt, Schießen, Reiten und Fechten zusammen und galt als winterliches Pendant zum Modernen Fünfkampf. Es kam beim Wettkampf zu einer Reihe schwerer Unfälle. So traf etwa der Schwede Gustaf Lindh wegen einer unglücklichen Bewegung beim Pistolenschießen einen Schweizer Polizisten, der den Ordnungsdienst leistete, in den Oberschenkel. Der schwedische Hauptmann Claes Egnell stürzte im Ziel des Abfahrtslaufs schwer und wurde mit einem komplizierten Beinbruch vom Platz getragen. Außerdem schieden der Finne Viktor Platan und der Schweizer Vollmeier infolge schwerer Verletzungen aus.
Auf dem Podest standen schließlich nur schwedische Athleten. Gustaf Lindh, der den Schieß- und den Reitwettbewerb gewann, wurde Olympiasieger vor William Grut, der sechs Monate später bei den Spielen in London die Goldmedaille in der Sommervariante holte. Bertil Haase, Erster im Skilanglauf und in der Abfahrt, beendete den Wettkampf auf dem dritten Platz. Den Fechtwettbewerb gewannen die beiden Schweizer Vincenzo Somazzi und Hans Rumpf, die im Schlussklassement auf dem vierten und fünften Platz folgten.

## Herausragende Sportler und Leistungen
| Die erfolgreichsten Teilnehmer | Die erfolgreichsten Teilnehmer | Die erfolgreichsten Teilnehmer | Die erfolgreichsten Teilnehmer | Die erfolgreichsten Teilnehmer | Die erfolgreichsten Teilnehmer | Die erfolgreichsten Teilnehmer | Die erfolgreichsten Teilnehmer |
| Rang                           | Sportler                       | Land                           | Sportart                       | Gold                           | Silber                         | Bronze                         | Gesamt                         |
| ------------------------------ | ------------------------------ | ------------------------------ | ------------------------------ | ------------------------------ | ------------------------------ | ------------------------------ | ------------------------------ |
| 1                              | Henri Oreiller                 | Frankreich                     | Ski Alpin                      | 2                              | 0                              | 1                              | 3                              |
| 2                              | Martin Lundström               | Schweden                       | Ski Nordisch                   | 2                              | 0                              | 0                              | 2                              |
| 3                              | Nils Östensson                 | Schweden                       | Ski Nordisch                   | 1                              | 1                              | 0                              | 2                              |
| 3                              | Trude Beiser                   | Österreich                     | Ski Alpin                      | 1                              | 1                              | 0                              | 2                              |
| 3                              | Gretchen Fraser                | Vereinigte Staaten             | Ski Alpin                      | 1                              | 1                              | 0                              | 2                              |
| 3                              | Åke Seyffarth                  | Schweden                       | Eisschnelllauf                 | 1                              | 1                              | 0                              | 2                              |

Henri Oreiller gewann zwei Wettbewerbe, den Abfahrtslauf und die Kombination, sowie Bronze im Spezialslalom und wurde erfolgreichster Teilnehmer. Er war der erste Franzose, der bei Winterspielen eine Goldmedaille gewann. Die Italiener holten sich mit Nino Bibbia im Skeleton ebenso ihr erstes Wintersportgold.
Im Eiskunstlauf leitete der US-Amerikaner Richard Button mit seinem athletischen Sprungstil eine neue Epoche ein. Das olympische Eishockeyturnier gewannen erneut die Kanadier, diesmal jedoch sehr knapp vor der Tschechoslowakei und nur dank des besseren Torverhältnisses.
Schweden gewann alle Wettbewerbe im Langlauf. Martin Lundström holte zweimal Gold und seine Mannschaft sechs von sieben möglichen Medaillen. Der Norweger Birger Ruud versuchte im Spezialsprunglauf seine dritte Goldmedaille (nach 1932 und 1936) zu erringen. Er holte schließlich nach einer 12-jährigen Olympiapause im Alter von 37 Jahren die Silbermedaille.
Mit 15 Jahren und 200 Tagen war der türkische Skiläufer Muzaffer Demirhan der jüngste Teilnehmer dieser Winterspiele. Er belegte im Slalom Platz 64 und wurde in der Abfahrt disqualifiziert. Ältester Teilnehmer und gleichzeitig ältester Medaillengewinner war der 49-jährige belgische Bobpilot Max Houben. Bei seiner vierten Teilnahme an Olympischen Spielen wurde er Vierter im Zweierbob und gewann die Silbermedaille im Viererbob.

## Berichterstattung
Das Pressezentrum wurde im Hotel du Lac in St. Moritz-Bad eingerichtet. Der staatliche Post- und Telekommunikationsbetrieb PTT kümmerte sich dort um die Installation der technischen Geräte. Pressechef war Fritz Erb, der Chefredaktor des Schweizer Magazins Sport. Insgesamt wurden von der Pressekommission 498 Akkreditierungen an Pressejournalisten aus 38 Ländern vergeben. Das Gastgeberland war mit 86 Medienvertretern am stärksten vertreten. Für die Vereinigten Staaten berichteten 69 Journalisten vor Ort, aus Schweden kamen 58 und an vierter Stelle folgte Frankreich mit 57 Journalisten. Weiter folgten das Vereinigte Königreich mit 42 und Österreich mit 31 Journalisten. Aus den Teilnehmerländern war nur die Presse aus Island, Libanon und Südkorea nicht vertreten. Dafür waren Nichtteilnehmer wie Palästina mit vier, Iran mit drei, Ägypten mit zwei und Irland, Mexiko sowie Brasilien mit je einem Journalisten vertreten. Für das ausgeschlossene Deutschland berichteten acht Journalisten, für Japan waren zwei vor Ort. Neben den angemeldeten Journalisten gab es noch rund 100, die in anderen Hotels in St. Moritz logierten.
Daneben waren 72 Radioreporter aus 16 Ländern sowie 47 Techniker anwesend, die insgesamt 375 Rundfunkmeldungen absetzten. Erstmals war auch das Fernsehen bei Olympischen Winterspielen dabei. Es war durch vier Sender vertreten: die British Broadcasting Corporation (BBC) sowie die drei US-Unternehmen National Broadcasting Company (NBC), Columbia Broadcasting System (CBS) und DuMont Graphic House.
Zum Informationsdienst bei den Spielen wird berichtet, dass dieser gründlich vorbereitet und ein großer Lautsprecherdienst eingerichtet wurde. In packenden Reportagen sollte das Publikum über jede Phase der Kämpfe informiert werden. Die Sprecher waren mit allen Kontrollstationen und anderen wichtigen Punkten telefonisch verbunden und konnten in kurzen Abständen genaue Situationsberichte durchgeben. Unter den 20 Firmen, die Wochenschau-Filmberichte herstellten, waren auch die bekanntesten aus den USA, aus Großbritannien und Frankreich vertreten. Die Schweizer Filmproduktion Condor Film drehte ihren Dokumentarfilm Olympia St.Moritz 1948 unter der Regie von Georges Alexath und Kameramann Robert D.Garbade. Einige begannen schon eine gute Woche vor der Eröffnung mit den Dreharbeiten.

## Nachwirkungen
St. Moritz ist heute einer der berühmtesten Kurorte und Wintersportplätze der Alpen. Zur Bekanntheit des Ortes trug maßgeblich die Austragung zahlreicher hochklassiger Wintersportveranstaltungen bei. Nach den Winterspielen von 1948 kam es zu einem touristischen Aufschwung, der in den 1950er Jahren einen Bauboom in St. Moritz auslöste. In den letzten Jahren wies die Gemeinde mit 5500 Einwohnern jährlich bis zu 1,2 Mio. Übernachtungsgäste auf. Über die Hälfte der 5600 Hotelbetten gehören dabei der 4- und 5-Sterne-Kategorie an. Bereits 1930 wurde die Sonne, welche in St. Moritz durchschnittlich an 322 Tagen im Jahr scheint, als Bildmarke und der markante Schriftzug „St. Moritz“ kreiert. Er wurde 1986 als erster Ortsname der Welt gesetzlich geschützt und durch den Slogan „Top of the World“ ergänzt.
Einige der olympischen Wettkampfstätten wie etwa die beiden Natureisbahnen werden auch heute noch benutzt. Der Cresta Run, der ausschließlich männlichen Fahrern vorbehalten ist, wurde 1884 erbaut und wird seitdem jedes Jahr neu aufgebaut. Er wird vom britischen Privatclub St. Moritz Tobogganing Club betrieben. Der Olympia Bobrun ist heute die einzige Natureis-Bobbahn der Welt und wird nach wie vor für internationale Wettkämpfe verwendet. Die Streckenführung wurde seit der ersten Inbetriebnahme 1904 nicht groß verändert, einzig den untersten Teil passte man an, um den höheren Geschwindigkeiten gerecht zu werden. Der Internationale Bob & Skeleton Verband hat bisher 23 Weltmeisterschaften in St. Moritz durchgeführt (zuletzt 2023). Die Olympiaschanze wurde im Laufe der Jahre noch einige Male ausgebaut und erweitert und hat heute einen K-Punkt von 95 Metern. Der Zustand der Anlage hat sich jedoch deutlich verschlechtert, sodass sie zurzeit geschlossen ist. Eine allfällige Sanierung würde etwa 8 Mio. Franken kosten.

## Erwähnenswert
- Die Sowjetunion hatte zwar keine Sportler, aber eine aus zehn Personen bestehende Delegation entsandt, welche die sportlichen Abläufe studieren und herausfinden sollte, welche Ergebnisse die Sowjetathleten hier hätten erzielen können. Die Abordnung, unter der sich auch eine Frau befand, wurde vom stellvertretenden Vorsitzenden des Komitees für Förderung der Körperkultur, Ukrainsew, angeführt, bestand großteils aus Prominenten der sowjetischen Wintersportverbänden, und war am 29. Januar mit einer ČSR-Kursmaschine aus Prag kommend, in Dübendorf gelandet.[39]
- Von den sowjetischen Beobachtern wurde berichtet, dass sie sogar am 3. Februar einer von United Press engagierten Dame, die Russisch sprechen konnte, ein Interview gegeben haben. Vorerst hatten sich übrige Journalisten die Füße wund gelaufen. Doch die Masche mit der Muttersprache der Befragten, es waren dies ein aktiver und ein ehemaliger Eisschnellläufer (Ersterer, namens Konstantin Kudravcev, Sowjetmeister über 500 Meter; Letzterer, namens Lecford, 1939 über 5000 und 10.000 Meter, nun Trainer), zog. Sie zeigten sich mit der Zuschauerzahl unzufrieden, bei ihnen wären die Tribünen immer ganz voll gewesen. Eislaufen sei bei ihnen zuhause eine der beliebtesten Sportarten, zudem war Kudravcev der Meinung, dass die meisten der Sowjetmeister die olympischen Zeiten unterboten hätten.[40]
- Mit dem Medaillengewinn für Gretchen Fraser (Slalomgold, Kombinationssilber) gab es erstmals für die USA im Bereich des Skisports Medaillen bei Weltmeisterschaften oder Olympischen Spielen, denn Sprunglaufbronze von Olympia 1924 zugunsten von Anders Haugen wurde erst 1974 ermittelt und nachgereicht.
- Erst während der Spiele kam die Meldung vom IOC, dass Kolumbien, Pakistan, Puerto Rico, Syrien und der Libanon neu aufgenommen worden sind.[41]

### Sonstiges
- Ralph Bietilä (USA) nahm trotz eines drei Wochen zuvor im Training erlittenen Bruchs des rechten Arms am Springen teil (er kam mit 61 und 64 Metern gestürzt und 142,9 Punkten auf Rang 42, wobei er in den offiziellen Ranglisten als „Walter Bietilä“ aufschien). Der US-Arzt hatte einen extra dünnen Gipsverband angefertigt. Vorerst staunten die europäischen Springer nun, als er im Training mitmachte und erschraken, als er bei seinem ersten Sprung auf 65 Meter gleich stürzte; doch er stand gleich auf und es stellte sich heraus, dass er den Sturz absichtlich herbeigeführt hatte, um den Verband zu testen.[42]
- Ein Situationsbericht auf Seite 1 der Ausgabe Nr. 18 von «Sport Zürich» vom 6. Februar ging darauf ein, dass es am Mittwochnachmittag (4. Februar) eine Ruhepause gegeben habe, welche der gesamten olympischen Versammlung einschließlich Presse gut getan habe. Sogar dem Tauwettereinbruch wurde etwas Positives abgewonnen, denn die Eishockeyspiele begännen damit schon um 8 statt 10 Uhr. Auch die Eiskunstläuferinnen müssten bereits ab 7:30 Uhr den Rückstand ihrer Pflichtfiguren abwickeln, während die Skeletonfahrer ohnehin Frühaufsteher seien. Auch die Slaloms seien um eine Stunde vorverlegt worden. Und überraschend habe dadurch der Publikumsaufmarsch nicht gelitten, womit die Mär widerlegt worden sei, dass in St. Moritz vor 10 Uhr kein Mensch aus dem Bett sei. Bedenklich sei nur der Zustand der Straßen, offensichtlich durch Frostaufbrüche hervorgerufen; einzelne Straßenstücke seien nicht mehr befahrbar. Ohne Schneeketten (und diese waren weit und breit nicht mehr aufzutreiben) gab es für die Autos kein Weiterkommen. Autoreparateure, Garagen und Verkäufer von Zubehörteilen machten glänzende Geschäfte. Zahlreiche Amerikaner seien mit ihren großen Wagen in den Engadin gekommen, wo sie zu ihrer Überraschung feststellen musste, dass sie hier ohne Schneeketten querstanden. Nach wie vor seien Pferdeschlitten ein sicheres Verkehrsmittel, auch die St. Moritzer Straßenpolizei habe in den letzten Tagen sehr viel dazu gelernt und könnte es bald mit jener von Zürich oder einer anderen Großstadt aufnehmen.
- Kilometerlange Auto-, Schlitten- und Fußgängerschlangen wälzten sich schon kurz nach Tagesanbruch gegen die verschiedenen Wettkampfplätze. Ein großes Kontingent der Zuschauer stellten die Italiener, von denen zweitausend nach St. Moritz gekommen waren. Neben Besuchern aus allen Ländern herrschte das angloamerikanische Element vor. Es stellte sich die Frage, wie es gekommen wäre, wenn keine Deviseneinschränkungen den Zustrom der Engländer und Angehörigen anderer Nationen mit schwacher Valuta gedrosselt und die Deutschen und Österreicher frei einreisen hätten können? Als schade wurden die sportpolitischen Zänkereien und auch der Umstand empfunden, dass die jetzige Leitung des IOC, die bestimmt auch ihre Verdienste hat, weiterhin an verknöcherten Prinzipien festhalten will. Sie sollten durch jüngere, wendigere und vor allem konziliantere Männer ersetzt werden.
- Eine Verletztenliste aus den Trainings zeigte, dass der einzige australische Teilnehmer, Tony Aslangul, durch einen Beinbruch ausfiel. Bei den Kanadiern waren es im alpinen Skilauf die Schwestern Wurtele, Rhona mit Knöchelbruch, Rhoda mit Gehirnerschütterung – außerdem auch noch Skifahrer Pierrot Jalberg (Hoffnung von Trainer Emile Allais) und der Skispringer La Ferté (beide Beinbruch). Vom Vereinigten Königreich waren es Skifahrer Norris Moore (Beinbruch) und der anderswo bereits erwähnte Eisschnellläufer Johnny Cronshey (Knöchelbruch), der aber trotzdem startete (Rang 11 über 5000 m). Frankreichs Ski-As Jean Blanc mit Beinbruch. Auch zwei US-Alpin-Skiläufer mit Doodle Post und Macomber (Beinbruch). Von den Österreicherinnen waren es A. Schuh-Proxauf (leichte Gehirnerschütterung) und ihre Schwester Rosemarie (Knöchelbruch). Bei den Schweizern auch Skiläufer Paul Valär, bei Alfred Stäger war der Start in Frage gestellt; als Ausfall war auch noch der Schweizer Eishockeyspieler Otto Schubiger gegeben, der erst am 6. Februar gegen Polen wieder mitspielte.[43]
- Im Hotel «Du Lac» musste in einem Spezial-Postbureau auch den Sonderwünschen von Philatelisten nachgekommen werden, die nach dem Ersttagsstempel vom 30. Januar an der Erinnerungsserie von vier Werten der Olympiabriefmarken (es gab über zehntausend Briefe, zum Teil eingeschriebene) verlangten.[44]
- Von den US-Medien wurden die Streitigkeiten nicht sonderlich beachtet, teils auch deshalb, weil sich die Lage von Stunde zu Stunde geändert hatte, teils, weil man in den USA der ganzen Streiterei müde war. Allgemein herrschte die Ansicht vor, dass sich die USA in der ganzen Sache reichlich lächerlich gemacht habe. Man hätte die Angelegenheit zu Hause regeln sollen, anstatt die ganze Welt konfus zu machen. Im Großen und Ganzen verhielt sich zu Beginn der Spiele die US-Presse eher abwartend, nur der «New York Herald Tribune» (Autor Red Smith) schrieb, dass die ganze Sache eher komisch als traurig sei und wörtlich: „Nachdem die Abgeordneten die obligaten Redensarten von Sportgemeinschaft und Fairness von sich gegeben haben, geraten sie sich als Ausgleich danach umso mehr in die Haare“.[45] Offensichtlich hatte es auch diverse Regeländerungen gegeben, und so gab es diverse unterschiedliche Auslegungen durch die Referees.[46]
- Avery Brundage, dem es selbst um das Geschäft in Geldfragen ging, fand auch immer neue Worte zum Amateurstatus und den Streitigkeiten um das US-Eishockeyteam, schob dem Schweizer Olympischen Comité eine Mitschuld zu (es habe eine Art Abkommen mit der LIHG, dem Internationalen Eishockeyverband, getroffen).[47]
- Kurios oder vielleicht peinlich verlief die Siegerehrung, vorerst der norwegischen Eisschnellläufer am Nachmittag des 3. Februar, welche vor dem (allerdings später abgesagten) Eishockeymatch Schweiz gegen England stattfand: Wegen verspäteten Erscheinens des IOC-Präsidenten Edström wurde das Eishockeymatch vorerst von 15 auf 15:40 Uhr, dann auf 16 Uhr verschoben. Edström war bei dieser Zeremonie offensichtlich auch desinformiert, denn vorerst wusste er nicht, wer da als Medaillengewinner zu ehren waren. Die norwegische Nationalhymne wurde in zwei Fällen unterbrochen, die dann von der norwegischen Kolonie singend zu Ende geführt wurde. Als danach ein IOC-Sprecher verkündete, dass die Siegerehrung für die Alpinsportler in der Pause des Eishockeymatches stattfinden würde, war dieses Match bereits abgesagt. Daher verzog sich der Großteil der 6000 Besucher, obwohl nun zur Siegerehrung für die Alpinen gebeten wurde, und es war kaum mehr ein Drittel der vorher so ansehnlichen Menge zugegen. Als peinlich stand auch das Siegerpodest in der Kritik, welches eine nackte, schmucklose Brettertreppe war, die mit wenig Aufwand hübsch drapiert hätte werden können. Zwar wurde dieses als «Makkaronikisten-Siegerpodium» bezeichnete Gestell danach hübsch in rotweiß gestaltet, doch gab es am 6. Februar bei der Siegerehrung während des Eishockeymatches eine erneute Panne, als eine solche abgesagt werden musste, weil scheinbar nicht alle Konkurrenten darüber rechtzeitig informiert worden waren.[48]